# 草庙镇 (泗县)
草庙镇，是中华人民共和国安徽省宿州市泗县下辖的一个乡镇级行政单位。

## 行政区划
草庙镇下辖以下地区：
草庙村、位圩村、通海村和治岗村。